# NGC 166
NGC 166 (también conocida como PGC 2143) es una galaxia espiral localizada a unos 2,6 millones de años luz de distancia en la constelación de Cetus, con una magnitud aparente de 15,18. Fue descubierto por Francis Preserved Leavenworth en 1886.